# Acacia stigmatophylla
Acacia stigmatophylla är en ärtväxtart som beskrevs av George Bentham. Acacia stigmatophylla ingår i släktet akacior, och familjen ärtväxter. Inga underarter finns listade i Catalogue of Life.